# Strø Kirke
Strø Kirke er en kirke i landsbyen Strø syd for Skævinge på Sjælland.